# Rhododendron pseudobuxifolium
Rhododendron pseudobuxifolium är en ljungväxtart som beskrevs av Herman Otto Sleumer. Rhododendron pseudobuxifolium ingår i släktet rododendron, och familjen ljungväxter. Inga underarter finns listade i Catalogue of Life.